# روح‌الله عطایی
روح‌الله عطایی (انگلیسی: Rouhollah Ataei؛ زاده (٢٠ شهریور ١٣۶۲ در قزوین)‌ بازیکن فوتبال اهل ایران است.

## زندگی شخصی
وی متولد ۲۰ شهريور ۱۳۶۲ در شهر قزوین میباشد.

## دوران باشگاهی
وی سابقه بازی در تیم های شیرین‌فراز کرمانشاه، مس کرمان، تراکتور تبریز، پیکان تهران، شهرداری بندرعباس، برق شیراز را نیز دارد.